# Claudio Portalo Bueno
Claudio Portalo (Claudio Manuel Portalo Bueno, nacido el 4 de septiembre de 1997 en Badajoz, España) Es un actor y performer español. Es conocido por la publicación de los poemarios Yilala, Karité e Hiperpoemas, así como por la aparición en las series El ministerio del Tiempo, Servir y Proteger y La Caza.

## Trayectoria
A la temprana edad de 10 años se inicia en el mundo danza, lo que muy rápidamente le pone en contacto con la escena artística de su ciudad que en este momento se encuentra en auge. A lo largo de su adolescencia y juventud desarrolla diversas disciplinas artísticas como son el teatro, la danza, la poesía y la performance.
Con 16 años es seleccionado en una producción cinematográfica en su tierra, El Semillero (La Raya Films), lo que le hace vislumbrar su futuro y decide entonces entregarse plenamente a la interpretación mientras sigue formándose y trabajando con compañías de teatro y otros proyectos audiovisuales. 
En 2016 Se matricula en la Escuela Superior de Arte Dramático de Extremadura, a la par que compagina sus estudios con diversas producciones teatrales y cinematográficas a nivel profesional, mientras comienza a realizar giras a nivel nacional con la poesía, en clave de poesía escénica o spoken words. A los 22 años publica Yilala, su primer libro de poesía contemporánea, en donde investiga las nuevas poéticas y comienza a desarrollar el Lenguaje Interferencial un ensayo poético experimental abanderado en la Hipermodernidad. Además continúa realizando una extensa gira por un gran número de ciudades de toda España presentando el libro. 
Es a esta misma edad, en 2019, cuando decide mudarse a Madrid para entregarse especialmente a la industria cinematográfica y televisiva, fichando rápidamente con el equipo de representación actoral A6 Cinema. Trabaja entonces en la cuarta temporada de El Ministerio del Tiempo (RTVE, 2020) y este mismo año publica Karité, su segundo poemario, con la editorial de poesía contemporánea L’Ecume Incendiaria, este mismo año participa en la película Canto Cósmico, Niño de Elche (2020) dirigida por Marc Sempere Moya con una performance dirigida por Ernesto Artillo. A comienzos de 2022 rueda la tercera temporada de La Caza, (DLO Producciones, 2022) y también se envuelve en el proceso de publicación de su tercer poemario, Hiperpoemas (2022), publicado por la Fundación CB. Además finaliza el año rodando la última temporada de Servir y proteger, (RTVE, 2022). 

## Filmografía y Teatro

### Películas
| Año  | Título                       | Rol            | Director          | Notas                                                  |
| ---- | ---------------------------- | -------------- | ----------------- | ------------------------------------------------------ |
| 2025 | La Casa en el Árbol          | Coprotagonista | Luis Calderón     | En Posproducción (Próximamente)                        |
| 2025 | El Cielo de los Animales     | Protagonista   | Santi Amodeo      | En Posproducción (Próximamente)                        |
| 2021 | Canto Cósmico, Niño de Elche | Reparto        | Marc Sempere Moya | Ensayo de Fe. Performance dirigida por Ernesto Artillo |

### Televisión
| Año  | Título                   | Rol                      | Notas                                                      |
| ---- | ------------------------ | ------------------------ | ---------------------------------------------------------- |
| 2023 | La Caza                  | Nico                     | Episodio 2, Episodio 4, Episodio 5, Episodio 6             |
| 2022 | Servir Y Proteger        | Gabriel Bermúdez         | Episodio 1335, Episodio 1340, Episodio 1343, Episodio 1344 |
| 2020 | El Ministerio del Tiempo | Antonio Banderas (joven) | Temporada 4 (Episodio 2)                                   |

### Teatro
| Año  | Título                             | Rol      | Director                                                           |
| ---- | ---------------------------------- | -------- | ------------------------------------------------------------------ |
| 2018 | MURADAS (La casa de Bernarda Alba) | Muro     | Marcos Yépez                                                       |
| 2018 | Sueño de una Noche de Verano       | Lisandro | Cristina Silveira                                                  |
| 2017 | VIRIATO                            | Coro     | Paco Carrillo (Festival Internacional de Teatro Clásico de Mérida) |
| 2017 | PIC NIC                            | Zepo     | Jose Ángel Vacas                                                   |

### Cortometrajes
| Año  | Título           | Rol            | Director          |
| ---- | ---------------- | -------------- | ----------------- |
| 2023 | Las Noches Rotas | Protagonista   | Valentino Sandoli |
| 2020 | Habrá Poesía     | Coprotagonista | Camila Vicentelli |
| 2020 | El Martir        | Protagonista   | Sebastián Oz      |
| 2019 | Disparos de Sal  | Protagonista   | Fran Moraga       |

### Videos Musicales
| Artista                   | Título             | Dirección                   | Rol            |
| ------------------------- | ------------------ | --------------------------- | -------------- |
| Danna Paola               | Kaprichosa         | Santiago Salviche           | Reparto        |
| Dollar ft. Paula Cendejas | Llegó la noche     | Awake Studios               | Coprotagonista |
| Juancho Marqués           | Te acuerdas que    | Instinto Films              | Coprotagonista |
| Judeline                  | Sustancia          | Camilo Perseo               | Protagonista   |
| Califato 3x4              | En bûcca y câttura | Alberto Mejías (El Carnuzo) | Protagonista   |
| Xoel López                | FORT DA            | David Tembleque             | Protagonista   |
| Lezon & Limousin          | Ana y el Drago     | Ángel Pastrana              | Coprotagonista |